# Asvieja
Osveja (vitryska: Асвея) är en köping i Vitsebsks voblast i Vitryssland. Den ligger i den norra delen av landet, 240 km norr om huvudstaden Horad Mіnsk. Osveja ligger 140 meter över havet och antalet invånare är 1 206. Den ligger vid sjön Vozera Asvejskaje.

## Natur
Terrängen runt Osveja är platt. Trakten är glest befolkad. Det finns inga andra samhällen i närheten.